# Maria Lisiewska
Maria Lisiewska (ur. 2 stycznia 1934 w Poznaniu) – polska mykolożka.

## Życiorys
W 1957 ukończyła studia na Uniwersytecie im. Adama Mickiewicza w Poznaniu i została na nim jako pracownik naukowy. W 1964 uzyskała doktorat, w 1972 habilitację, w 1985 została profesorem nadzwyczajnym, a w 1993 profesorem zwyczajnym. Zatrudniona była w Zakładzie Ekologii Roślin i Ochrony Środowiska Uniwersytetu Poznańskiego. Prowadziła zajęcia dydaktyczne ze studentami i brała udział w badaniach naukowych na terenie byłej Jugosławii, w Danii i Niemieckiej Republice Demokratycznej.
Członek Polskiego Towarzystwa Botanicznego, Poznańskiego Towarzystwa Przyjaciół Nauk, Ligi Ochrony Przyrody, od 1993 r. członek rady redakcyjnej czasopisma Acta Mycologica, od 1985 r. redaktor naukowy czasopisma Badania fizjograficzne nad Polską Zachodnią, Ser. Botanika.
Jest autorem 80 publikacji z zakresu ekologii i systematyki grzybów wielkoowocnikowych, w tym 38 monografii i rozpraw naukowych, 30 artykułów i komunikatów naukowych i 12 prac popularnonaukowych.